# Chloanthes
Chloanthes  é um gênero botânico da família Lamiaceae.

## Nome e referências
Chloanthes R. Brown, 1810